# Archezoa
Ce taxon est aujourd'hui obsolète.
Règne
Archezoa (ou les Archézoaires) est un ancien règne d'eukaryotes unicellulaires qui avait été proposé en 1983 par le microbiologiste Thomas Cavalier-Smith,.

## Description
Archezoa était constitué de protistes supposés primitifs car dépourvus de mitochondries. Les membres de ce taxon auraient donc divergé du reste des eucaryotes avant la capture d'une protéobactérie transformée par la suite en mitochondrie.

## Nouvelles données
Il s'est avéré par la suite que tous les embranchements inclus dans ce règne possédaient des reliques de mitochondries et avaient donc perdu ces dernières secondairement et indépendamment les uns des autres. Ce règne a donc depuis été abandonné. Les anciens membres d'Archezoa ont été réassignés à d'autres taxons.